# Josep Xena i Torrent
Josep Xena Torrent (Cassà de la Selva, Gironès, 19 de juliol de 1907 - Caracas, 14 de maig de 1988) fou un militant anarcosindicalista català.
Pertanyia a una família humil i anarcosindicalista i va assolir una bona educació de manera autodidacta. S'establí a Palafrugell, on treballà de lampista i s'afilià a la CNT, alhora que assistia a l'escola nocturna per a aprendre esperanto. El 1926 assistirà a un congrés esperantista de la Sennacieca Asocio Tutmonda (SAT, Associació Apàtrida Mundial) a Lió. Durant la Dictadura de Primo de Rivera es negà a fer el servei militar i marxà a Perpinyà i després a París, on contactà amb Los Solidarios (Buenaventura Durruti, Ascaso, Joan Garcia Oliver.
Va tornar a Espanya amb la proclamació de la Segona República Espanyola i es dedicarà a l'ensenyament, primer a l'Escola Lliure d'Alaior (Menorca), i des del 1932 va substituir Joan Roigé a l'Escola Ferrer i Guàrdia de l'Hospitalet de Llobregat, on militaria a la FAI. Fou delegat del Sindicat Únic de Treballadors de Fígols al Congrés de la CNT de 1931.
Durant el cop d'estat del 18 de juliol de 1936 a Barcelona lluità als carrers contra els feixistes i es va manifestar partidari de proclamar el comunisme llibertari i no pactar amb el govern republicà. Durant la guerra civil espanyola fou regidor d'economia de l'ajuntament de l'Hospitalet de Llobregat per la CNT, on intentà implantar el salari únic i fou alcalde de l'Hospitalet entre desembre de 1936 i febrer de 1937. Després fou secretari del Comitè Regional de la FAI i el desembre de 1937 formà part de la delegació de la CNT que assistí al plenari de l'AIT.
En acabar la guerra civil espanyola s'instal·là a Perpinyà i Montpeller, però fou detingut i condemnat a 10 mesos de presó i expulsió de França. Tanmateix, degut a les gestions de Frederica Montseny i Germinal Esgleas Jaume aconseguí marxar a Santo Domingo amb la seva companya Harmonia Puig. S'establí a San Juan de Managua fins al 1945, quan marxà a Caracas (Veneçuela).
A Veneçuela va fundar un centre cultural i un ateneu llibertari, alhora que col·laborà en l'òrgan de la Federación Obrera Regional Venezolana i el 1963 fou secretari general dels grups confederals a Veneçuela. Participa en el Congrés de Llemotges de 1960 arrenglerant-se amb el tàndem Montseny-Esgleas. Durant la transició democràtica participà en el Congrés de la CNT de 1979 i va fer algunes conferències a l'Hospitalet (1982) i Barcelona (1986), però continuà vivint a Caracas fins a la seva mort. La seva companya, Harmonia Puig, hi va morir el 22 de juny de 1989 i la seva filla Nereida va ser secretaria de les Joventuts Llibertàries de Veneçuela.